# KNVB-Pokal 1935/36
Der KNVB-Pokal 1935/36 war die 31. Auflage des niederländischen Fußball-Pokalwettbewerbs. Pokalsieger wurde RFC Roermond. Das Team setzte sich im Finale gegen Kooger FC durch.

## Modus
Alle Begegnungen wurden in einem Spiel ausgetragen. Bei unentschiedenem Ausgang kam die auswärts spielende Mannschaft eine Runde weiter.

## 1. Runde
|                          | Ergebnis |                            |
| ------------------------ | -------- | -------------------------- |
| Ahrend's VC              | 0:4      | VV Watergraafsmeer         |
| VV Alkmaar               | 3:1      | Electra Amsterdam          |
| VV Alphia                | 4:5      | VV Ter Laak                |
| Amstel Watergraafsmeer   | 3:1      | AVOG Amsterdam             |
| BKC Anna Paulowna        | 2:1      | VV Schinkelhaven           |
| APGS Amsterdam           | 2:3      | AED Amsterdam              |
| VV APWC                  | 2:4      | ZSGO Amsterdam             |
| Ajax Sportman Combinatie | 3:2      | DVV Delft                  |
| VV Assendelft            | 3:1      | TDO Amsterdam              |
| VV Axel                  | 4:1      | RSC Alliance               |
| VV Baardwijk             | 3:4      | SV TEC                     |
| SV Baarn                 | 2:1      | TIW Amsterdam              |
| SV Beverwijk             | 2:3      | Oranje-Zwart Amsterdam     |
| BMT Den Haag             | 2:3      | Fortuna Vlaardingen        |
| Boskoopsche Boys         | 4:2      | VV Moordrecht              |
| VV Brederodes            | 2:4      | Ontwaakt Amsterdam         |
| VV Cito Renkum           | 0:1      | Oost Arnhemse Boys         |
| HSV Cromvliet            | 3:3      | HVV Laakkwartier           |
| SV De Hollandiaan        | 9:1      | SMV Rotterdam              |
| BVV De Kennemers         | 10:20    | LFC Leiden                 |
| AVV De Volewijckers      | 6:2      | HVC Amersfoort             |
| VV De Zeemeeuwen         | 2:2      | VV Oosterpark              |
| VV De Zeeuwen            | 0:4      | VV RCS                     |
| DHS Schiedam             | 3:2      | SIOD Rotterdam             |
| DIO Haarlem              | 1:3      | RCA Amsterdam              |
| Doetinchemse FC          | 6:1      | Hertog Hendrik Arnheim     |
| DOSB Amsterdam           | 5:1      | Florissant Rotterdam       |
| VV Drachten              | 5:3      | VIA Groningen              |
| SV DSO Zoetermeer        | 4:2      | VV Hillegom                |
| HSV DUNO                 | 3:6      | DCV Krimpen                |
| VV Ede                   | 2:2      | VVO Velp                   |
| VV Elinckwijk            | 1:6      | ASV Rivalen                |
| ESCA Arnheim             | 5:1      | SV Almelo                  |
| EVC Eindhoven            | 1:4      | RODI Amsterdam             |
| Fluks Dordrecht          | 1:2      | SVV Scheveningen           |
| GFC Goor                 | 1:2      | Arnhemse Boys              |
| VV Gouderak              | 1:4      | RVC Rijswijk               |
| VV Gruno                 | 1:2      | VV Zwartemeer              |
| GSV Gouda                | 5:2      | VOC Rotterdam              |
| SV Halfweg               | 2:3      | ZVV Zilvermeeuwen          |
| VV Hattem                | 3:4      | AVC La Première            |
| VV Hillinen              | 3:2      | LVV De Postduiven          |
| Hollandia Hoorn          | 00:5 1   | JHK Amsterdam              |
| Heldersche RC            | 4:2      | SCA Amsterdam              |
| HVV Hulst                | 2:3      | VV Breskens                |
| LFC Laren                | 6:4      | USV Holland                |
| VV Leerdam               | 6:0      | ZGC Geldrop                |
| VV Lekkerkerk            | 1:1      | VV 's-Gravendeel           |
| LVV Lugdunum             | 5:2      | VV Naaldwijk               |
| Martinit Schiedam        | 3:1      | Delfia-DVK                 |
| Neerlandia Amsterdam     | 6:2      | Frederik Hendrik Amsterdam |
| VV Nieuwe Niedorp        | 4:3      | HFC Helder                 |
| VV Noordwolde            | 0:0      | LSC 1890                   |
| VV Oosterbeek            | 1:2      | VV Wijhe                   |
| PAZO Oisterwijk          | 9:3      | Goessche Boys              |
| VV Purmersteijn          | 4:0      | SV Spaarndam               |
| AFC Quick 1890           | 3:2      | LOC Amsterdam              |
| SV RDM Rotterdam         | 3:1      | VV Haastrecht              |
| Rijssen Vooruit          | 9:1      | Oosterbeekse Boys          |
| VV Ripperda              | 7:3      | VV Strandvogels            |
| 's-Gravenzandse VV       | 2:5      | VV Ursus Schiedam          |
| SVV Schiedam             | 4:3      | OB Delft                   |
| VV Schoonhoven           | 5:2      | SVW Gorinchem              |
| VV Schoten               | 1:4      | VV Rijswijk                |
| VV SEP Delft             | 5:8      | VV Dilettant Krimpen       |
| VV Sliedrecht            | 3:2      | RVV COAL                   |
| VV Sloterdijk            | 2:6      | ASV De Germaan             |
| SNS Tilburg              | 1:4      | VV Sluiskil                |
| HSV SOA                  | 4:4      | Zandvoortsche VV           |
| VV Soest                 | 2:1      | Rapiditas Weesp            |
| SSC Steenwijk            | 2:1      | Olyphia Noordwolde         |
| VV SSW Dordrecht         | 2:4      | VSV Tonegido               |
| VV Stein                 | 3:0      | Wit Groen Vaals            |
| VV Succes                | 1:2      | ZVV Zaanlandia             |
| Swift Amsterdam          | 1:4      | DWV Amsterdam              |
| THB Haarlem              | 4:4      | DEC Amsterdam              |
| TOG Amsterdam            | 2:3      | HEDW Amsterdam             |
| TOP Dodewaard            | 0:0      | LSV Leerdam                |
| VV Utrecht               | 4:3      | Avanti Amsterdam           |
| SC Varsseveld            | 3:6      | TVV Zevenaar               |
| Velpsche Boys            | 1:6      | FALTO Dieren               |
| Victoria Hilversum       | 3:6      | SV De Meteoor              |
| VIJDO Arnheim            | 00:12    | VV Gelria Velp             |
| VIOS Den Haag            | 4:2      | Transvalia Rotterdam       |
| VV Waddinxveen           | 2:3      | RVV Steeds Volharden       |
| WAVV                     | 1:0      | Vaasser Boys               |
| VV Winterswijk           | 1:1      | Union Nijmegen             |
| SC Woerden               | 3:8      | BSV Allen Weerbaar         |
| WVVZ Woensel             | 6:3      | VV Groningen               |
| ZVV Zaandijk             | 2:4      | SDZ Amsterdam              |
| ZNC Zeist                | 1:1      | VVA Amsterdam              |
| ZRC Amsterdam            | 3:5      | Wilhelmina Vooruit         |
| VV Bodegraven            | Freilos  |                            |
| OLIVEO Pijnacker         | Freilos  |                            |

## 2. Runde
|                          | Ergebnis |                            |
| ------------------------ | -------- | -------------------------- |
| MVV Alcides              | 2:3      | VV De Kooi                 |
| Alcmaria Victrix         | 2:3      | JHK Amsterdam              |
| BSV Allen Weerbaar       | 2:5      | Haarlemse FC EDO           |
| AVV Alphen               | 5:3      | The Rising Hope Rotterdam  |
| Arnhemse Boys            | 2:3      | Quick 1888                 |
| Ajax Sportman Combinatie | 2:7      | RFC Rotterdam              |
| SV Baarn                 | 2:3      | VV De Spartaan             |
| RKVV Baronie             | 5:2      | VV Sluiskil                |
| BATO Winschoten          | 2:3      | VV Muntendam               |
| Be Quick Zutphen         | 3:7      | WAVV                       |
| BEC Delft                | 6:2      | VV 's-Gravendeel           |
| BKC Anna Paulowna        | 3:2      | ZSGO Amsterdam             |
| BVC Bloemendaal          | 1:1      | VV Watergraafsmeer         |
| VV Bodegraven            | 05:0 1   | UC & VV Hercules           |
| BVV Borne                | 8:4      | Union Nijmegen             |
| Boskoopsche Boys         | 0:2      | Martinit Schiedam          |
| BRC Groningen            | 3:2      | LAC Frisia Leeuwarden      |
| VV Breskens              | 3:7      | VV Terneuzen               |
| CAB Bolsward             | 3:1      | Meppeler SC                |
| DCV Krimpen              | 1:6      | SC Emma Dordrecht          |
| ASV De Germaan           | 4:0      | ZVV Zaanlandia             |
| BVV De Kennemers         | 6:2      | VV Ter Laak                |
| VV De Valk               | 1:1      | SV TEC                     |
| AVV De Volewijckers      | 9:2      | BFC Bussum                 |
| DEC Amsterdam            | 0:4      | RODI Amsterdam             |
| Doetinchemse FC          | 2:1      | Rijssen Vooruit            |
| DOSB Amsterdam           | 2:1      | Fortuna Vlaardingen        |
| SV DOSKO                 | 2:2      | VV Axel                    |
| SV DSO Zoetermeer        | 2:2      | SV RDM Rotterdam           |
| FALTO Dieren             | 1:5      | HVV Hengelo                |
| Friesche VC              | 4:1      | GRC Groningen              |
| HVV Helmond              | 6:2      | SV Espe                    |
| Hero Breda               | 7:2      | ZVV Zaanlandia             |
| VV Hillinen              | 3:4      | CVV Rotterdam              |
| VV Hoek van Holland      | 1:4      | RVC Rijswijk               |
| Heldersche RC            | 2:1      | OSV Oostzaan               |
| HVV Laakkwartier         | 2:0      | RV & AV Steeds Hooger      |
| LFC Laren                | 2:4      | AFC Amsterdam              |
| VV Leerdam               | 5:2      | WVVZ Woensel               |
| LSC 1890                 | 2:2      | VV Drachten                |
| RKVV Miranda             | 2:0      | Heerlen Sport              |
| NEC Nijmegen             | 10:30    | VV Gelria Velp             |
| RV & AV Neptunus         | 5:2      | GSV Gouda                  |
| VV Nieuwe Niedorp        | 2:3      | Amstel Watergraafsmeer     |
| ODS Kampen               | 6:0      | Olympia Gouda              |
| OLIVEO Pijnacker         | 2:3      | RVV Steeds Volharden       |
| Ontwaakt Amsterdam       | 2:7      | Velox Utrecht              |
| VV Oosterpark            | 1:1      | VV Alkmaar                 |
| RV & AV Overmaas         | 3:2      | DHS Schiedam               |
| BVV Picus                | 3:4      | PAZO Oisterwijk            |
| VV Purmersteijn          | 01:12    | DWV Amsterdam              |
| AFC Quick 1890           | 2:4      | SV De Meteoor              |
| RBC Roosendaal           | 3:2      | LSV Leerdam                |
| VV RCS Oost Souburg      | 11:20    | VV GOES                    |
| VV Rijswijk              | 7:5      | VV Ursus Schiedam          |
| VV Ripperda              | 10:20    | Wilhelmina Vooruit         |
| ASV Rivalen              | 2:2      | VV Assendelft              |
| VV Schoonhoven           | 3:1      | UVS Leiden                 |
| SC Silvolde              | 5:2      | ESCA Arnheim               |
| VV Sliedrecht            | 3:1      | SV Gouda                   |
| VV Soest                 | 1:5      | AED Amsterdam              |
| SSC Steenwijk            | 2:5      | VV Black Boys              |
| VV Staatsmijn Maurits    | 2:3      | RKSV Groene Ster           |
| SC Stadskanaal           | 1:2      | WVV Winschoten             |
| VV Steenwijk             | 1:2      | VV Heerenveen              |
| SVV Schiedam             | 16:10    | LVV Lugdunum               |
| VV Tegelen               | 4:1      | VV Sittard                 |
| TSV Theole               | 2:1      | VV Rheden                  |
| VSV Tonegido             | 1:2      | SV De Hollandiaan          |
| TVV Zevenaar             | 3:2      | RODA Hooge Zwaluwe         |
| GVV Unitas               | 8:2      | VV Dilettant Krimpen       |
| VV Utrecht               | 6:3      | HVV 't Gooi                |
| UVV Utrecht              | 1:1      | SDZ Amsterdam              |
| VDL-Maassluis            | 3:4      | SVV Scheveningen           |
| VIOS Den Haag            | 2:1      | DCL Rotterdam              |
| VC Vlissingen            | 1:0      | Wilhelmina Den Bosch       |
| CVV Vriendenschaar       | 2:0      | OVVO Amsterdam             |
| VVA Amsterdam            | 4:5      | Neerlandia Amsterdam       |
| VVO Velp                 | 2:4      | AV & CV Robur et Velocitas |
| VVV-Venlo                | 4:2      | VV Stein                   |
| ZVV Waubach              | 05:0 1   | RKVV Palemig               |
| VV West Frisia           | 5:1      | HEDW Amsterdam             |
| WFC Wormerveer           | 1:2      | VV Kinheim                 |
| VV Wijhe                 | 3:3      | KHC Kampen                 |
| WVC Winterswijk          | 1:1      | AVC La Première            |
| Zandvoortsche VV         | 4:3      | Quick Den Haag             |
| AVV Zeeburgia            | 6:1      | RCA Amsterdam              |
| ZVV Zilvermeeuwen        | 4:1      | Oranje-Zwart Amsterdam     |
| ZVV Zutphania            | 3:6      | VV Rigtersbleek            |
| ZVV Zaandam              | 1:0      | Alkmaarsche Boys           |
| VV Zwartemeer            | 3:0      | VV Noordster               |
| SV Zwolsche Boys         | 4:1      | Oost Arnhemse Boys         |
| DOS Utrecht              | Freilos  |                            |
| SVV Schiedam             | Freilos  |                            |

1 USV Hercules

## 3. Runde
|                        | Ergebnis |                            |
| ---------------------- | -------- | -------------------------- |
| 17. November 1935      |          |                            |
| Amstel Watergraafsmeer | 3:1      | ASV De Germaan             |
| BKC Anna Paulowna      | 2:3      | DOS Utrecht                |
| BVV Borne              | 0:3      | VV Rigtersbleek            |
| SV De Hollandiaan      | 1:2      | AVV Alphen                 |
| AVV De Volewijckers    | 1:3      | ZVV Zaandam                |
| VV Drachten            | 1:6      | WVV Winschoten             |
| DWV Amsterdam          | 3:1      | VV Kinheim                 |
| Friesche VC            | 8:0      | CAB Bolsward               |
| RKSV Groene Ster       | 3:4      | VVV-Venlo                  |
| HVV Helmond            | 5:1      | Hero Breda                 |
| JHK Amsterdam          | 0:3      | VV De Spartaan             |
| AVC La Première        | 6:2      | SC Silvolde                |
| RKVV Miranda           | 3:4      | RKVV Baronie               |
| VV Muntendam           | 3:1      | VV Black Boys              |
| NEC Nijmegen           | 2:3      | AV & CV Robur et Velocitas |
| Neerlandia Amsterdam   | 0:2      | VV Alkmaar                 |
| PAZO Oisterwijk        | 3:8      | VV Terneuzen               |
| VV RCS Oost Souburg    | 4:4      | RBC Roosendaal             |
| SV RDM Rotterdam       | 1:5      | RVC Rijswijk               |
| RFC Rotterdam          | 7:3      | DOSB Amsterdam             |
| VV Rijswijk            | 5:5      | SVV Schiedam               |
| RODI Amsterdam         | 1:2      | VV Ripperda                |
| SVV Scheveningen       | 2:4      | BVV De Kennemers           |
| VV Schoonhoven         | 1:2      | Martinit Schiedam          |
| SDZ Amsterdam          | 4:4      | VV Utrecht                 |
| VV Tegelen             | 2:1      | SV TEC                     |
| TVV Zevenaar           | 2:7      | Quick 1888                 |
| Velox Utrecht          | 5:4      | VV Assendelft              |
| VIOS Den Haag          | 3:1      | RVV Steeds Volharden       |
| VV Watergraafsmeer     | 2:0      | AED Amsterdam              |
| ZVV Waubach            | 3:0      | VC Vlissingen              |
| VV West Frisia         | 1:4      | CVV Vriendenschaar         |
| Zandvoortsche VV       | 1:4      | RV & AV Overmaas           |
| AVV Zeeburgia          | 3:0      | AFC Amsterdam              |
| VV Zwartemeer          | 0:1      | VV De Kooi                 |
| 1. Dezember 1935       |          |                            |
| VV Heerenveen          | 3:2      | BRC Groningen              |
| 8. Dezember 1935       |          |                            |
| Haarlemse FC EDO       | 5:4      | VV Bodegraven              |
| Heldersche RC          | 3:3      | SV De Meteoor              |
| RV & AV Neptunus       | 3:1      | VV Sliedrecht              |
| ODS Kampen             | 5:2      | SC Emma Dordrecht          |
| WAVV                   | 1:1      | KHC Kampen                 |
| SV Zwolsche Boys       | 3:2      | Doetinchemse FC            |
| 26. Dezember 1935      |          |                            |
| HVV Laakkwartier       | 3:4      | CVV Rotterdam              |
| SVV Schiedam           | 4:2      | GVV Unitas                 |
| 12. Januar 1936        |          |                            |
| VV Leerdam             | 5:1      | VV Axel                    |
|                        |          |                            |
| TSV Theole             | 05:0 1   | HVV Hengelo                |
| BEC Delft              | Freilos  |                            |
| ZVV Zilvermeeuwen      | Freilos  |                            |

## 4. Runde
|                             | Ergebnis |                            |
| --------------------------- | -------- | -------------------------- |
| 17. Dezember 1935           |          |                            |
| Ajax Amsterdam              | 2:2      | VUC Den Haag               |
| 26. Dezember 1935           |          |                            |
| VV Bleijerheide             | 4:5      | BEC Delft                  |
| SV De Meteoor               | 4:0      | RBC Roosendaal             |
| Excelsior Rotterdam         | 1:6      | ADO Den Haag               |
| HFC Haarlem                 | 7:2      | VV Hoogezand               |
| HBS Craeyenhout             | 6:1      | PEC Zwolle                 |
| HVV Helmond                 | 3:0      | TSV NOAD                   |
| Heracles Almelo             | 2:3      | Velox Utrecht              |
| Hermes DVS                  | 5:1      | Sportclub Enschede         |
| Koninklijke HFC             | 2:3      | VV De Spartaan             |
| VAV Juliana Spekholzerheide | 4:1      | VV Utrecht                 |
| NAC Breda                   | 5:4      | DOS Utrecht                |
| RV & AV Overmaas            | 6:3      | SC Hees                    |
| RC Heemstede                | 9:0      | VV Muntendam               |
| VV Ripperda                 | 2:4      | Quick 1888                 |
| RFC Roermond                | 3:0      | CVV Vriendenschaar         |
| VV Watergraafsmeer          | 1:7      | DWV Amsterdam              |
| RFC Xerxes                  | 7:1      | AVC La Première            |
| 1. Januar 1936              |          |                            |
| Blauw Wit Amsterdam         | 13:00    | VV Sneek                   |
| RKVV Baronie                | 3:2      | RVC Rijswijk               |
| BVV De Kennemers            | 4:1      | AVV Zeeburgia              |
| VV De Kooi                  | 0:2      | TSV LONGA                  |
| DWS Amsterdam               | 2:2      | DHC Delft                  |
| Friesche VC                 | 5:3      | AV & CV Robur et Velocitas |
| Martinit Schiedam           | 2:1      | SVV Schiedam               |
| PSV Eindhoven               | 6:0      | ZVV Zilvermeeuwen          |
| SVV Schiedam                | 1:1      | VV Veendam                 |
| VV Terneuzen                | 5:1      | BVV Den Bosch              |
| HVV Tubantia                | 6:1      | VV Alkmaar                 |
| GVV Velocitas 1897          | 4:2      | VV Rigtersbleek            |
| VSV Velsen                  | 7:4      | VV Heerenveen              |
| Zwolsche AC                 | 3:1      | WVV Winschoten             |
| 12. Januar 1936             |          |                            |
| Be Quick 1887               | 3:1      | VV Leeuwarden              |
| 2. Februar 1936             |          |                            |
| VIOS Den Haag               | 6:2      | TSV Theole                 |
| VVV-Venlo                   | 1:5      | SV Zwolsche Boys           |
| Zaanlandsche FC             | 5:2      | VV Tegelen                 |
| 1. März 1936                |          |                            |
| AVV Alphen                  | 2:3      | HSC Harlingen              |
| CVV Rotterdam               | 4:0      | KHC Kampen                 |
| VV Eindhoven                | 2:7      | Feijenoord Rotterdam       |
| Kooger FC                   | 3:2      | RV & AV Neptunus           |
| VV Leerdam                  | 4:1      | ZVV Waubach                |
| ODS Kampen                  | 3:0      | Amstel Watergraafsmeer     |
| ZVV Zaandam                 | 0:0      | WVV Wageningen             |
|                             |          |                            |
| GVAV Rapiditas              | 05:0 1   | Stormvogels IJmuiden       |
| Haarlemse FC EDO            | 05:0 1   | Enschedese Boys            |
| RFC Rotterdam               | 05:0 1   | LVV Friesland              |

## Zwischenrunde
|                    | Ergebnis |                             |
| ------------------ | -------- | --------------------------- |
| 2. Februar 1936    |          |                             |
| RKVV Baronie       | 2:3      | HBS Craeyenhout             |
| Quick 1888         | 3:3      | BEC Delft                   |
| GVV Velocitas 1897 | 0:3      | BVV De Kennemers            |
| 1. März 1936       |          |                             |
| NAC Breda          | 2:0      | RFC Rotterdam               |
| RFC Roermond       | 2:0      | ADO Den Haag                |
| HVV Tubantia       | 2:3      | VAV Juliana Spekholzerheide |
| VV Veendam         | 0:4      | VV De Spartaan              |
| VIOS Den Haag      | 2:1      | DWV Amsterdam               |
| 22. März 1936      |          |                             |
| VV Leerdam         | 3:2      | Martinit Schiedam           |
| WVV Wageningen     | 0:1      | Blauw Wit Amsterdam         |
| 13. April 1936     |          |                             |
| Kooger FC          | 5:2      | DHC Delft                   |
| RV & AV Overmaas   | 2:0      | HSC Harlingen               |
| 19. April 1936     |          |                             |
| ODS Kampen         | 3:2      | RFC Xerxes                  |
| Haarlemse FC EDO   | 05:0 1   | Be Quick 1887               |

## 5. Runde
|                             | Ergebnis |                      |
| --------------------------- | -------- | -------------------- |
| 22. März 1936               |          |                      |
| SV De Meteoor               | 2:3      | HBS Craeyenhout      |
| VAV Juliana Spekholzerheide | 1:0      | Velox Utrecht        |
| NAC Breda                   | 5:2      | VV De Spartaan       |
| 5. April 1936               |          |                      |
| Blauw Wit Amsterdam         | 6:1      | BEC Delft            |
| GVAV Rapiditas              | 2:2      | Hermes DVS           |
| RFC Roermond                | 5:2      | TSV LONGA            |
| Zwolsche AC                 | 3:0      | Zaanlandsche FC      |
| 13. April 1936              |          |                      |
| VSV Velsen                  | 1:3      | CVV Rotterdam        |
| 19. April 1936              |          |                      |
| BVV De Kennemers            | 0:4      | PSV Eindhoven        |
| Kooger FC                   | 3:0      | Friesche VC          |
| RC Heemstede                | 2:0      | Haarlemse FC EDO     |
| 26. April 1936              |          |                      |
| VV Leerdam                  | 1:5      | VUC Den Haag         |
| RV & AV Overmaas            | 1:5      | HVV Helmond          |
| 3. Mai 1936                 |          |                      |
| VIOS Den Haag               | 2:3      | HFC Haarlem          |
| 10. Mai 1936                |          |                      |
| ODS Kampen                  | 1:2      | Feijenoord Rotterdam |
| SV Zwolsche Boys            | 05:0 1   | VV Terneuzen         |

## 6. Runde
|                     | Ergebnis |                             |
| ------------------- | -------- | --------------------------- |
| 26. April 1936      |          |                             |
| HBS Craeyenhout     | 7:5      | NAC Breda                   |
| Hermes DVS          | 4:0      | RC Heemstede                |
| PSV Eindhoven       | 2:2      | Kooger FC                   |
| 10. Mai 1936        |          |                             |
| SV Zwolsche Boys    | 2:3      | Zwolsche AC                 |
| 13. Mai 1936        |          |                             |
| Blauw Wit Amsterdam | 1:2      | HFC Haarlem                 |
| 17. Mai 1936        |          |                             |
| RFC Roermond        | 2:1      | Feijenoord Rotterdam        |
| VUC Den Haag        | 3:4      | HVV Helmond                 |
| 29. Mai 1936        |          |                             |
| CVV Rotterdam       | 1:2      | VAV Juliana Spekholzerheide |

## Viertelfinale
|                 | Ergebnis |                             |
| --------------- | -------- | --------------------------- |
| 17. Mai 1936    |          |                             |
| HBS Craeyenhout | 3:2      | Hermes DVS                  |
| Kooger FC       | 7:0      | HFC Haarlem                 |
| 24. Mai 1936    |          |                             |
| Zwolsche AC     | 3:3      | HVV Helmond                 |
| 7. Juni 1936    |          |                             |
| RFC Roermond    | 3:2      | VAV Juliana Spekholzerheide |

## Halbfinale
|               | Ergebnis |                 |
| ------------- | -------- | --------------- |
| 21. Mai 1936  |          |                 |
| Kooger FC     | 2:0      | HBS Craeyenhout |
| 14. Juni 1936 |          |                 |
| RFC Roermond  | 6:4      | HVV Helmond     |

## Finale
| RFC Roermond                      | RFC Roermond | Kooger FC | Kooger FC |
| --------------------------------- | --- | --- | --------- |
| RFC Roermond                      | \| 21. Juni 1936 in Heidelust, Vught \| \| Ergebnis: 4:2 (2:0) \| \| Zuschauer: 200 \| \| Schiedsrichter: Leo Castelijn \| \| Spielbericht \| | \| 21. Juni 1936 in Heidelust, Vught \| \| Ergebnis: 4:2 (2:0) \| \| Zuschauer: 200 \| \| Schiedsrichter: Leo Castelijn \| \| Spielbericht \| | Kooger FC |
| RFC Roermond                      | 1:0 Frans Pijpers (30.) 2:0 Piet Pubben (38.) 3:1 Arthur Imkamp (68.) 4:2 Frans Pijpers (82.)                                                 | 2:1 Piet Bouthoorn (55.) 3:2 Piet Bouthoorn (70.)                                                                                             | Kooger FC |
| 21. Juni 1936 in Heidelust, Vught | | |           |
| Ergebnis: 4:2 (2:0)               | | |           |
| Zuschauer: 200                    | | |           |
| Schiedsrichter: Leo Castelijn     | | |           |
| Spielbericht                      | | |           |